# Alberto López Oliva
Alberto López Oliva   (Ciutat de Guatemala, 10 de març de 1944) és un exfutbolista guatemalenc de la dècada de 1970.
Pel que fa a clubs, destacà a CSD Municipal durant tota la seva carrera.
Fou internacional amb la selecció de Guatemala.